# 今田保典
今田 保典（こんた やすすけ、1942年9月9日 - ）は、日本の政治家。民主党衆議院議員（2期）。同党山形県連会長。2012年旭日中綬章受章。

## 人物・来歴
山形県河北町出身。山形交通労働組合執行委員長、連合山形執行委員等を歴任。
1996年に行われた第41回衆議院議員総選挙に新進党から比例東北ブロックで出馬し、初当選。2期連続当選し、いずれも比例東北ブロックからの単独出馬であった。1997年の新進党解党時には新党友愛の結党に参加、翌年に民主党入りした。在任中は民社協会に所属し災害特別委員を歴任したほか、民主党山形県連会長も務めた。
2003年の衆議院選挙では、山形1区から出馬の意向を示し、県連に公認申請を出していた。しかし、業際都市開発研究所に事務所秘書らの給与を負担してもらっていた問題で、前年2月に党を離党した鹿野道彦が、自由党と民主党の合併にあたって、2003年9月に復党し、党公認となった。このため、党は今田に東北地方の他の小選挙区からの出馬を打診するが、その際も比例区での優遇措置を執らない旨を告げた。今田は最終的に比例区での調整を訴えたが、党は比例区単独での立候補は認められないとしたため、進退が窮まり政界からの引退を表明した。